# Palazzo Nasi Quaratesi
Palazzo Nasi Quaratesi  è un edificio civile del centro storico di Firenze, situato in via San Niccolò 107. Il palazzo appare nell'elenco redatto nel 1901 dalla Direzione Generale delle Antichità e Belle Arti, quale edificio monumentale da considerare patrimonio artistico nazionale, ed è tutelato da vincolo architettonico dal 1914.

## Storia e descrizione

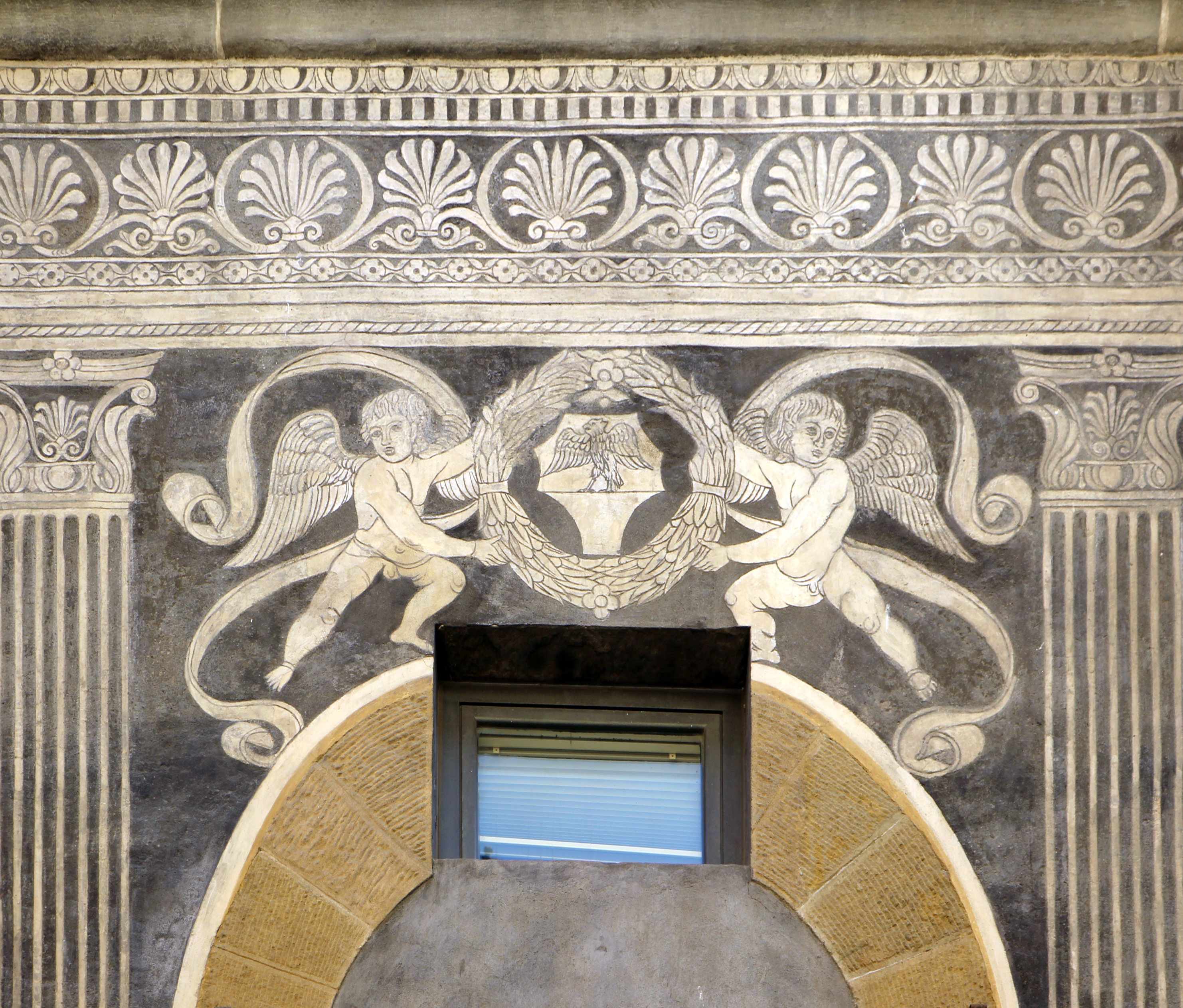
Graffito con stemma Quaratesi

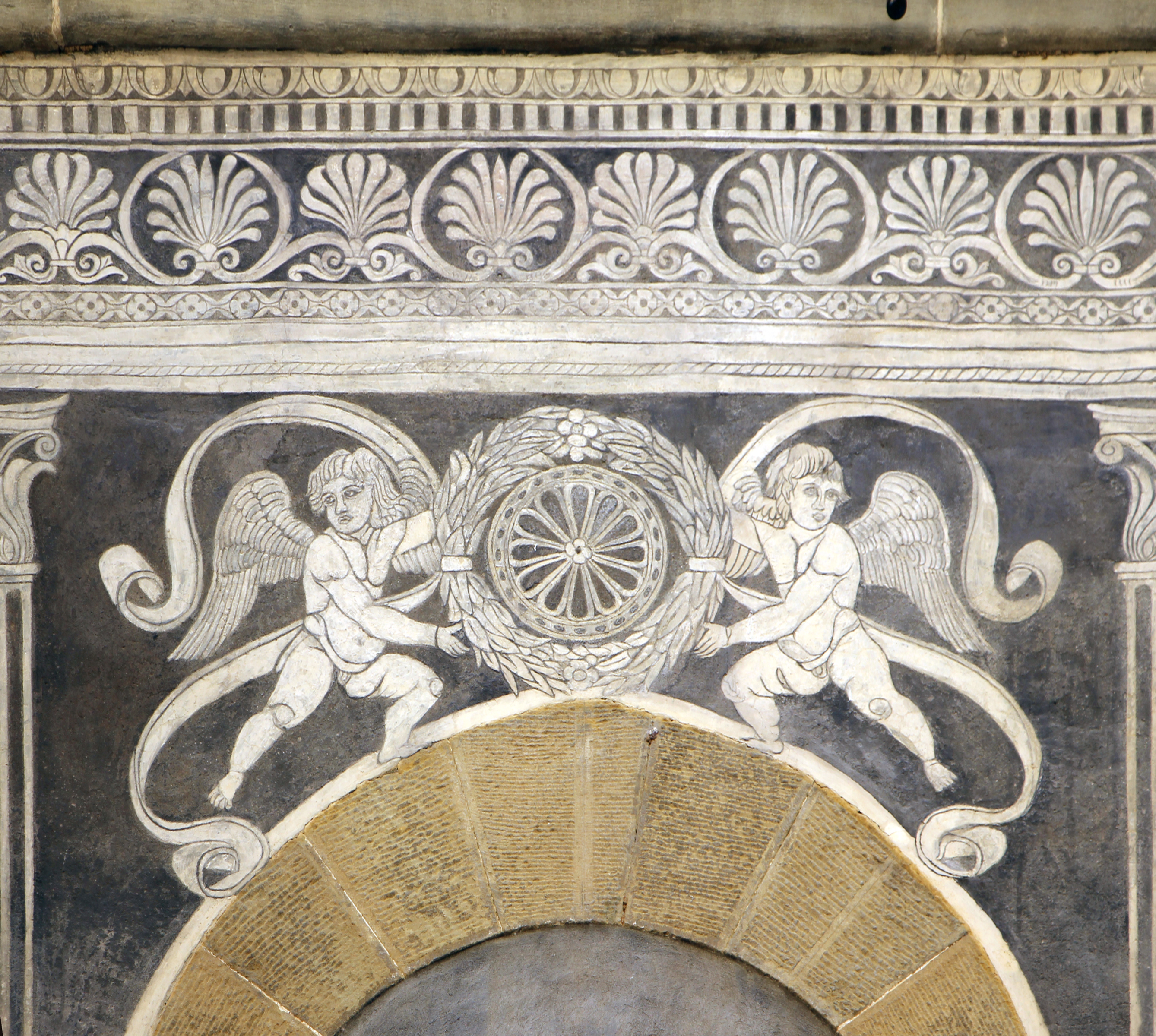
Graffito con stemma Nasi

L'edificio nasce (per quanto concerne la porzione prospiciente la via) nel Quattrocento, per accorpamento di case corti mercantili preesistenti, come indica tra l'altro il portone vistosamente decentrato e la scansione delle finestre sul fronte, con una vistosa pausa tra il terzo e il quarto asse evidentemente causata da vincoli imposti dalle più antiche fabbriche. Caratteri trecenteschi sono d'altronde evidenziati dal portone, con l'architrave sorretta da due mensole, mentre le finestre ad arco, allineate sul marcadavanzale quattrocentesco, indicano di più recenti interventi che, ad esempio, sono andati a ridisegnare queste aperture con il tamponamento degli archi e l'inserimento di semplici infissi rettangolari. 
A questa porzione è collegata una corte interna, oramai illeggibile nella sua originaria configurazione, che presenta quattro colonne ioniche in pietra, una delle quali sostituita. Sulla parete di destra è un interessante pozzo sempre in pietra. Oltre la corte, a indicare ampliamenti che si sono succeduti nel tempo e che hanno inciso significativamente sulla connotazione del nucleo quattrocentesco, sono altre costruzioni di importanza minore verso la collina, sette e ottocentesche, con collegamenti al nucleo originario che hanno ridotto l'ampiezza della corte. 
Nonostante l'organizzazione degli spazi interni sia stata decisamente alterata, l'edificio mantiene una facciata di disegno unitario e di notevole bellezza, grazie alla ricca decorazioni a graffito, anche questa sicuramente più volte ripresa e comunque ora, dopo il recente intervento di restauro (2002), di notevole effetto e sicuramente rispondente all'originaria, databile alla seconda metà del Quattrocento. Dal basso verso l'alto si susseguono un finto filaretto quindi, al di sotto del ricorso, un alto fregio con festoni di foglie legati da nastri svolazzanti e sostenuti da sei puttini. Le quattro finestre al secondo piano mostrano ulteriori putti alati sempre reggenti ghirlande e, alle estremità, due scudi con l'arme dei Quaratesi (troncato, all'aquila dal volo abbassato nel primo, sostenuta dalla partizione), e quello Nasi semplificato (alla ruota) a chiarire la committenza dell'opera. Tra le finestre sono lesene corinzie (due tra il terzo e il quarto asse, a compensare il diverso intervallo) che proseguono anche al piano superiore, in ambedue i casi sorreggendo un architrave con un fregio ad ovoli su dentelli. 
Già indicati dalla letteratura del primo Novecento come opera di Andrea Feltrini e avvicinati a quelli del palazzo Lenzi Quaratesi di piazza Ognissanti, i graffiti propongono moduli decorativi presentano assonanze con opere di Giuliano da Maiano e della sua bottega, in particolare il doppio pilastro con candelabra ed i putti che giocano con i festoni si ritrovano nelle tarsie lignee della Sagrestia delle Messe della cattedrale di Santa Maria del Fiore.
In opere come questa, si pone come consueto il problema di quanto sia giunto al nostro giorno di materia originale: nel 1911 il palazzo era segnalato in uno stato di estremo degrado, comunque con graffiti ancora discretamente leggibili; su questi si intervenne nel 1912, supponiamo con ampie integrazioni (in parte leggibili nella documentazione fotografica proposta dai Thiem), e nuovamente nel 2002 per far fronte a un mediocre stato di conservazione più volte lamentato dalle guide cittadine.